# Nemes Mór
Nemes Mór (Kiszucaújhely, 1883. október 28. – Szerbia, 1914. november 3.) magyar református vallású pedagógus, matematika-fizika szakos főgimnáziumi tanár, tartalékos hadnagy.

## Életpályája
Édesapja Neumann Náthán vállalkozó volt. Zsolnán, majd Selmecbányán végezte középfokú tanulmányait, tanári diplomáját 1911-ben kapta meg Budapesten. Már 1907-től fogva tanított, kezdetben a nagybiccsei Freund-féle iskolában, diplomájának megszerzése után pedig Törökszentmiklóson, utolsó tanévét pedig Kisvárdán. Az első világháború kitörése után behívták katonának, a szerbiai harcokban esett el. Haláláról beszámolt a Pesti Hírlap, illetve a Budapesti Hírlap is. A kisvárdai gimnáziumban Császy László búcsúztatta el. Szávaszentdemeteren temették el.
Fennmaradt cikkeiben a matematikatanítás reformja mellett érvelt. Progresszív tanárnak számított, aki Kisvárdán engedélyt kért hogy kipróbálhassa reformtervét, amely többek közt tartalmazta a differenciál- és integrálszámítás bevezetését, a függvény fogalmának tanítás központjába helyezését, illetve az oktatás szemléletessé formálását.

## Műve
- A középiskolai matematika tanítás reformja. A kisvárdai áll. főgimn. értesítője 1913/14, 3-6.